# Dlusskyidris zherichini
Dlusskyidris zherichini är en myrart som först beskrevs av Gennady M. Dlussky 1975.  Dlusskyidris zherichini ingår i släktet Dlusskyidris och familjen myror. Inga underarter finns listade i Catalogue of Life.